# Stenophrixothrix elongatus
Stenophrixothrix elongatus är en skalbaggsart som beskrevs av Wittmer 1988. Stenophrixothrix elongatus ingår i släktet Stenophrixothrix och familjen Phengodidae. Inga underarter finns listade i Catalogue of Life.